# Fredrik Fleming
Fredrik Fleming (af Liebelitz), född 18 juli 1735 på Årsta slott i Österhaninge socken, död 7 november 1800 på Årsta slott, var en svensk friherre och militär.
Fredrik Fleming var son till generalmajor Göran Fleming och Sigrid Fleming. Han blev korpral vid adelsfanan 1749, student vid Uppsala universitet 1750, förare vid livgardet 1752, fänrik där 1754, och gick därefter i utländsk tjänst. Fleming blev 1756 kapten à la suite vid prinsens av Nassau-Üsingen regemente 1756, sekundkapten à la suite vid regementet Royal deux Pons 1757, kompanichef där 1758 och löjtnant vid livgardet 1759. Han blev stabskapten vid livgardet 1767, kapten vid livgardet och samtidigt överstelöjtnant i armén. Fleming var 1777–1788 överste och chef för Skytteska regementet på Sveaborg. Fleming duellerade 1761 med en fänrik Sass, som blev svårt sårad i duellen, men genom ständernas godkännande benådades han för brottet.
Fredrik Fleming blev 1767 riddare av Svärdsorden.